# Lakatos Klára
Lakatos Klára, névvariáns R. Lakatos Klára (Csenger, 1968–) magyarországi cigány grafikus, festő és illusztrátor.

## Életútja, munkássága
Gyermekéveit Tyukodon töltötte, az általános iskola elvégzése után Budapestre ment tanulni kereskedelmi szakközépiskolába, ennek elvégzése után érettségi vizsgát tett a Szabó Ervin Gimnáziumban, majd Pécsi Tudományegyetemen művelődésszervező szakos diplomát szerzett. 1996-ban kezdett rajzolni, nagy hatással voltak rá Bari Károly, Szécsi Magda és David Beery képei.. Első önálló kiállítása a Cirkó Gejzir filmszínházban volt. 1999 óta kiállító művész. 
Képzőművészeti tevékenysége Kerékgyártó István művészettörténész felfedezésének köszönhető, aki rendszeresen hívta meg a Tállyai Közép-Európai Művésztelepre, és alkotásait kiállításra méltónak találta. Szolnoki Csanya Zsolt, költő (Klára volt társa) minden alkalommal elkísérte, és Zsolt itt kezdett el rajzolni, először grafikákat.Szolnoki Csanya Zsolt verses kötetén kívül, saját kétnyelvű mesekönyvét, Shu pe jag Papu! Tegyél a tűzre nagyapám! "C" is illusztrálta. Számos folyóiratban jelentek meg alkotásai. Köztük az Élet és Irodalomban 2002 november 1. lapszámban R. Lakatos Klára grafikái láthatóak, melyekről Hemrik László irt nagyszerű méltatást .Alkotásai megjelentek Amaro Drom, Kethano Drom, Lungo Drom, 2009 óta az Igaz Szóban is. 
A művésznő alkotásai kezdetben fák voltak, fekete-fehér filcrajzok, melyeket sajátos stílusjegyekkel öltöztetett fel, kifejezve ezzel az ember kiszolgáltatottságát, és egymásra utaltságát. A folytonos közösségvállalást, keresést is egyben. Munkáiban jelentős, a saját szimbólumainak alkalmazása, melyeknek története, jelentése van,a művész belső világának kifejezésében. Munkái, expresszívek, olykor szürreálisak. Stílusa, kifejezésmódja, a figuratív-nonfiguratív művészet mezsgyevilága. R. Lakatos Klára cigány nyelvoktatással, vizsgáztatással, népismereti-klubok szervezésével, és számos közéleti tevékenységgel foglalkozott évtizedeken át. A festés mellett, tanít cigány és nem cigány gyermekeket.
A 2009-es Cigány Festészet című reprezentatív albumban megjelentették szakmai életrajzát és öt olajfestményét. A kötet bemutatója 2010. szeptember 14-én volt az Írók Boltjában, az Andrássy úton, ezen ünnepi alkalomra Lakatos Klára is a meghívott művészek közt szerepelt.

## A Cigány festészet című albumba beválogatott képei

### Csendélet-sorozat
- Virágcsendélet I. (olaj, farost, 29x39 cm, 2009)
- Virágcsendélet II. (olaj, farost, 29x39 cm, 2009)
- Virágcsendélet III. (olaj, farost, 39x29 cm, 2009)

### Szimbolikus alkotások
- Szabadság (olaj, farost, 29x39 cm, 2009)
- A baba látomása (olaj, farost, 39x29 cm, 2009)[4]

## Kiállításai (válogatás)

### Egyéni
- 2001 • Balázs János Galéria, Budapest

### Csoportos
- 2007 • Vizuális lények című kiállítás, Roma összművészeti fesztivál

## Kötete
- Tegyél a tűzre nagyapám! : Mesék magyarul és cigányul / R. Lakatos Klára. Budapest : Roma Kulturális Klubegyesület, 2002. 83 p. ill. (a katalógusokban formailag hibás ISBN-nel szerepel) ISBN 963 009 395 5